# مایکل لنوکس
مایکل لنوکس (انگلیسی: Michael Lennox؛ زادهٔ ۱ ژانویهٔ ۲۰۰۰) کارگردان فیلم اهل ایرلند شمالی است.